# نموذج مصغر

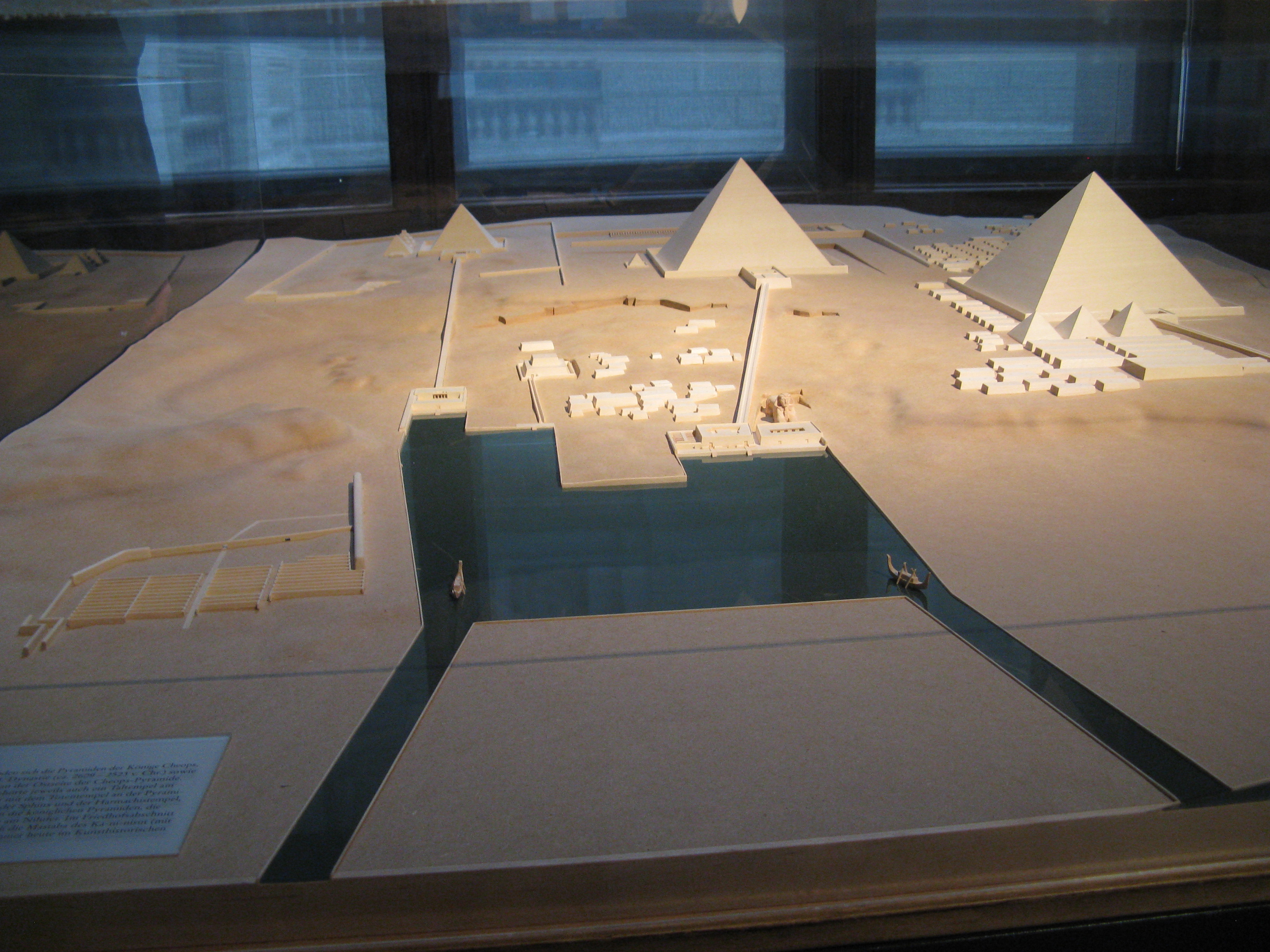
نموذج مصغر تصوري لأهرام الجيزة قديما

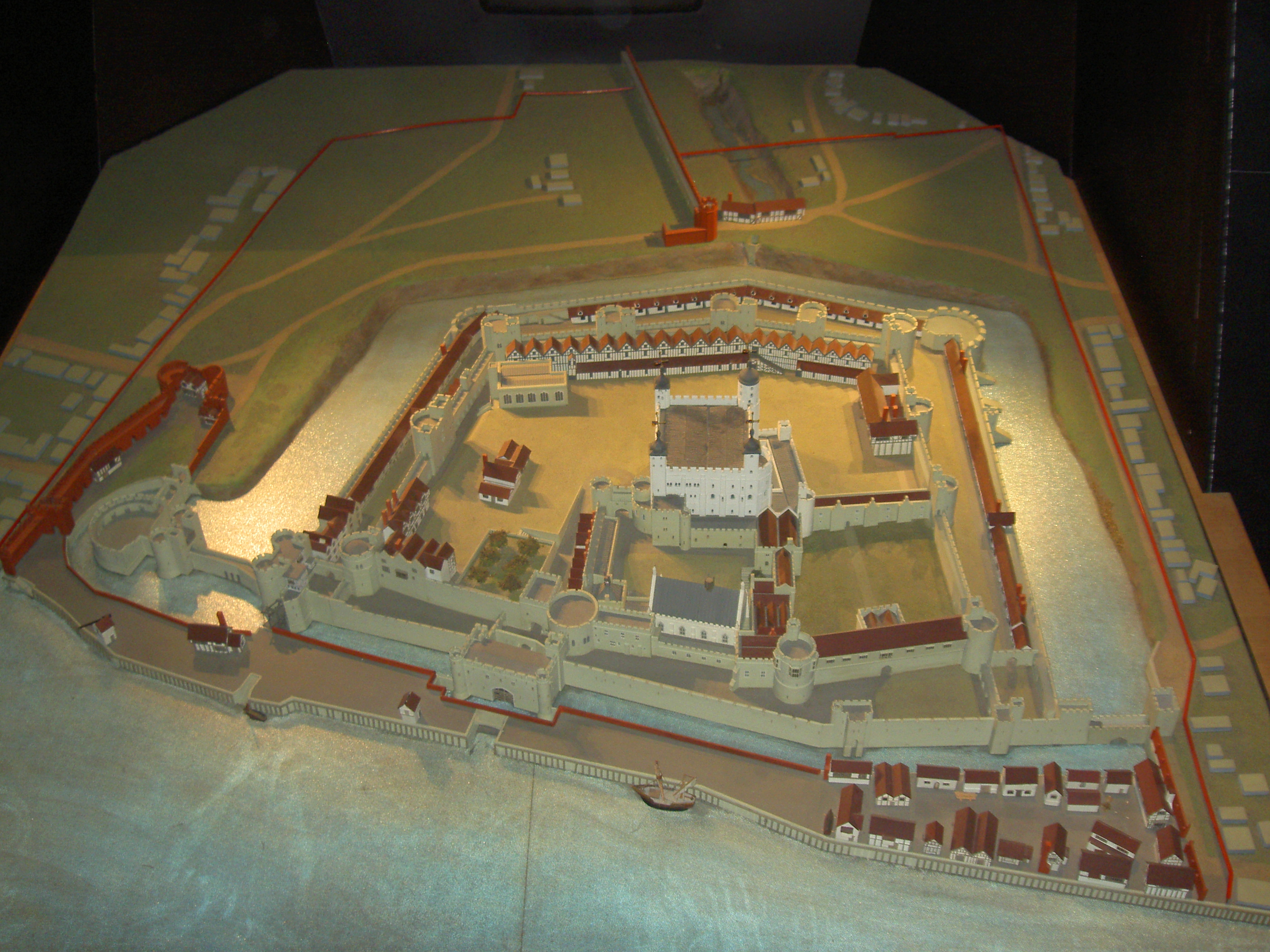
نموذج مصغير لبرج لندن.

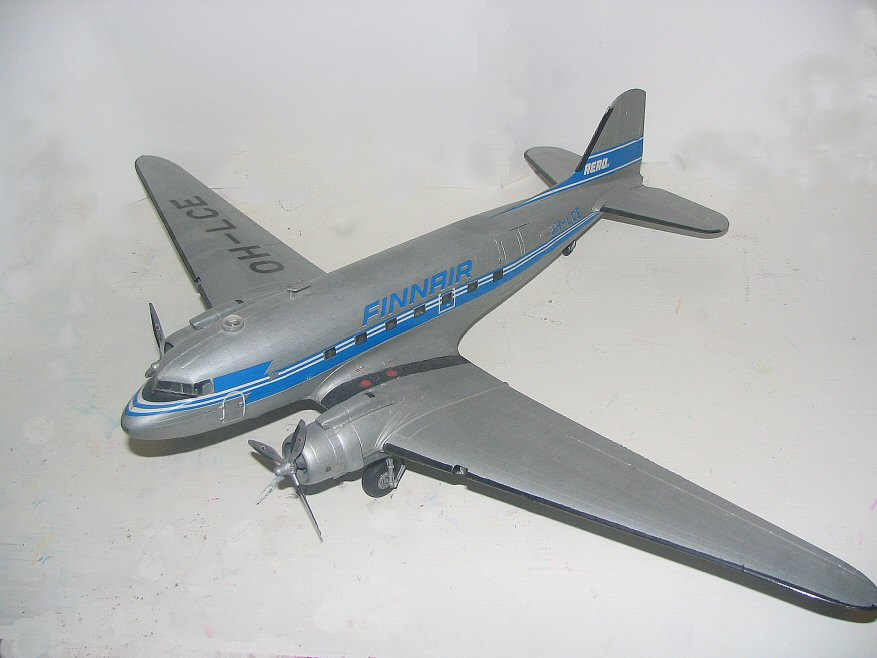
نموذج مصغر لطائرة دوغلاس دي-سي-3

النموذج المصغر هو تمثيل أو نسخة من جسم ذو حجم كبير بنسبة معينة تمثل الأبعاد النسبية بين أجزاء الجسم الأصلي.

## استخدامات النموذج المصغر
يتم إنشاء النماذج المصغرة لعدة أسباب حسب المهنة:
- يحتاج المهندسين إجراء تجارب على تصميم النماذج المصغرة للتأكد من جودة التصميم قبل تنفيذ النموذج بحجمه الطبيعي.
- يحتاج المهندس المعماري للنموذج المصغر لتقييم التصميم قبل الشروع بتنفيذ عملية البناء.
- مندوبي المبيعات يحتاجون النماذج المصغرة للشرح عن المنتجات في حال كان حجم المنتج كبيراً أو غير متوفر في الوقت الحالي، مثل السيارات...الخ.
- كما يهتم هواة جمع موديلات الطائرات والسيارات والقطارات بالنماذج المصغرة أيضاً.